# Su Qin
En aquest nom xinès, el cognom és Su.
Su Qin (380-284 aEC) va ser un influent polític i estrateg que va viure durant el període dels Regnes Combatents (476-220 aEC) de la història xinesa.

## AScens
Va nàixer en el llogaret de Chengxuan, Luoyang avui dia Província de Henan. D'acord amb la llegenda Su Qin era deixeble de Gui Guzi, el fundador de l'Escola de la Diplomàcia. Una teoria d'aquesta escola, l'Aliança Vertical, va promoure una aliança dels altres estats xinesos en contra de l'estat de Qin. La teoria contrària, l'Aliança Horitzontal (xinès tradicional: 合橫, xinès simplificat: 合横, pinyin: He2 Heng2) donava suport a una aliança amb l'Estat de Qin.
Després d'acabar els seus estudis amb Gui Guzi, Su Qin va viatjar durant diversos anys i al seu retorn es va lamentar que "La meva dona no em reconeix com el seu marit, ma germanastra no em reconeix com el seu germanastre, i els meus pares no em reconeixen com el seu fill!". De totes aquestes desgràcies en va culpar a l'estat de Qin i posteriorment es tancà en la seva habitació a estudiar. Sovint amb son després de moltes hores d'estudi, Su Qin sabia que s'acabaria apunyalant amb una eina esmolada que tenia a la cuixa cada vegada que començara a adormissar-se. Esta pràctica va donar lloc a part de la dita, frase feta o "chengyu" (xinès tradicional: 悬梁刺股, xinès simplificat: 懸梁刺股) xinesa que significa "estudiar amb assiduïtat i sense descans".
En el seu moment més brillant Su Qin va convèncer o persuadir als líders dels sis regnes de Qi, Chu, Yan, Han, Zhao i Wei d'unir-se contra l'Estat de Qin, tot això servint-se de l'ús de la seva esplèndida retòrica, i, posteriorment, vestint túniques decorades amb les insígnies dels sis estats. Els aliats de l'Aliança Vertical avançaren en l'Estat de Qin, però van ser derrotats fàcilment a causa de la discòrdia interna entre els antics enemics.
Una teoria suggereix que ell i Zhang Yi es reforçaren mútuament els seus punts de vista per assolir els seus objectius personals.

## Sondejant els Sis Estats
Aquest període de la captació és un dels temes més debatuts en la història xinesa. La verificació actual de la biografia de Sa Qin als Registres del Gran Historiador i els Estratagemes dels Regnes Combatents suggereix que el contingut relatiu a Su Qin en els treballs anteriors es va falsificar en realitat per autors posteriors.
- Pèrdua de temps visitant l'Estat de Qin

Quan Su Qin arribà a Qin, el governant de l'estat, el Duc Xiao de Qin, acabava de morir. El seu successor, el Rei Huiwen de Qin, avorria al polític reformista Shang Yang del qual l'anterior duc havia estat un àvid partidari i ràpidament el va fer executar. El Rei Huiwen també odiava als estrangers talentosos tals com Su Qin, així que aquest no va fer cap progrés allí.